# Милдорф ам Ин
Милдорф ам Ин (њем. Mühldorf am Inn) град је у њемачкој савезној држави Баварска. Једно је од 31 општинског средишта округа Милдорф ам Ин. Према процјени из 2010. у граду је живјело 17.654 становника. Посједује регионалну шифру (AGS) 9183128.

## Географски и демографски подаци
Милдорф ам Ин се налази у савезној држави Баварска у округу Милдорф ам Ин. Град се налази на надморској висини од 384 метра. Површина општине износи 29,4 km². У самом граду је, према процјени из 2010. године, живјело 17.654 становника. Просјечна густина становништва износи 600 становника/km².